# Procopius (animal)
Procopius es un género de arañas araneomorfas de la familia Corinnidae. Se encuentra en África subsahariana.

## Lista de especies
Según The World Spider Catalog 12.0:
- Procopius aeneolus Simon, 1903
- Procopius aethiops Thorell, 1899
- Procopius affinis Lessert, 1946
- Procopius ensifer Simon, 1910
- Procopius gentilis Simon, 1910
- Procopius granulosus Simon, 1903
- Procopius laticeps Simon, 1910
- Procopius lesserti (Strand, 1916)
- Procopius luteifemur Schmidt, 1956
- Procopius vittatus Thorell, 1899